# 15918 Thereluzia
15918 Thereluzia (1997 UE9) là một tiểu hành tinh vành đai chính được phát hiện ngày 27 tháng 10 năm 1997 bởi N. Ehring ở Bornheim.